# Бидекар
 Бидекар, Бидкар נדקד — персонаж Ветхого Завета из Четвёртой Книги Царств, телохранитель (שליש) царя Иегу (IV Цар., 9, 25).
Сановник Иегу (Ииуя) (4 Цар. 9:24—26), совершил суд над Иорамом.
Бидекар (пронзающий, прокалывающий) (IV Цар. IX, 25) — один из сановников Ииуя, царя израильского, который по его приказанию взял тело убитого им царя Иорама и бросил его на поле Навуфея во исполнение слова Господня (IV Цар. IX, 25, 26, III Цар. XXI, 19).
И сказал Ииуй Бидекару, сановнику своему : возьми, брось его на участок поля Навуфея Изреелитянина, ибо вспомни, как мы с тобою ехали вдвоём сзади Ахава, отца его, и как Господь изрёк на него такое пророчество: истинно, кровь Навуфея и кровь сыновей его видел Я вчера, говорит Господь, и отмщу тебе на сём поле. 